# Kleiner Preuße

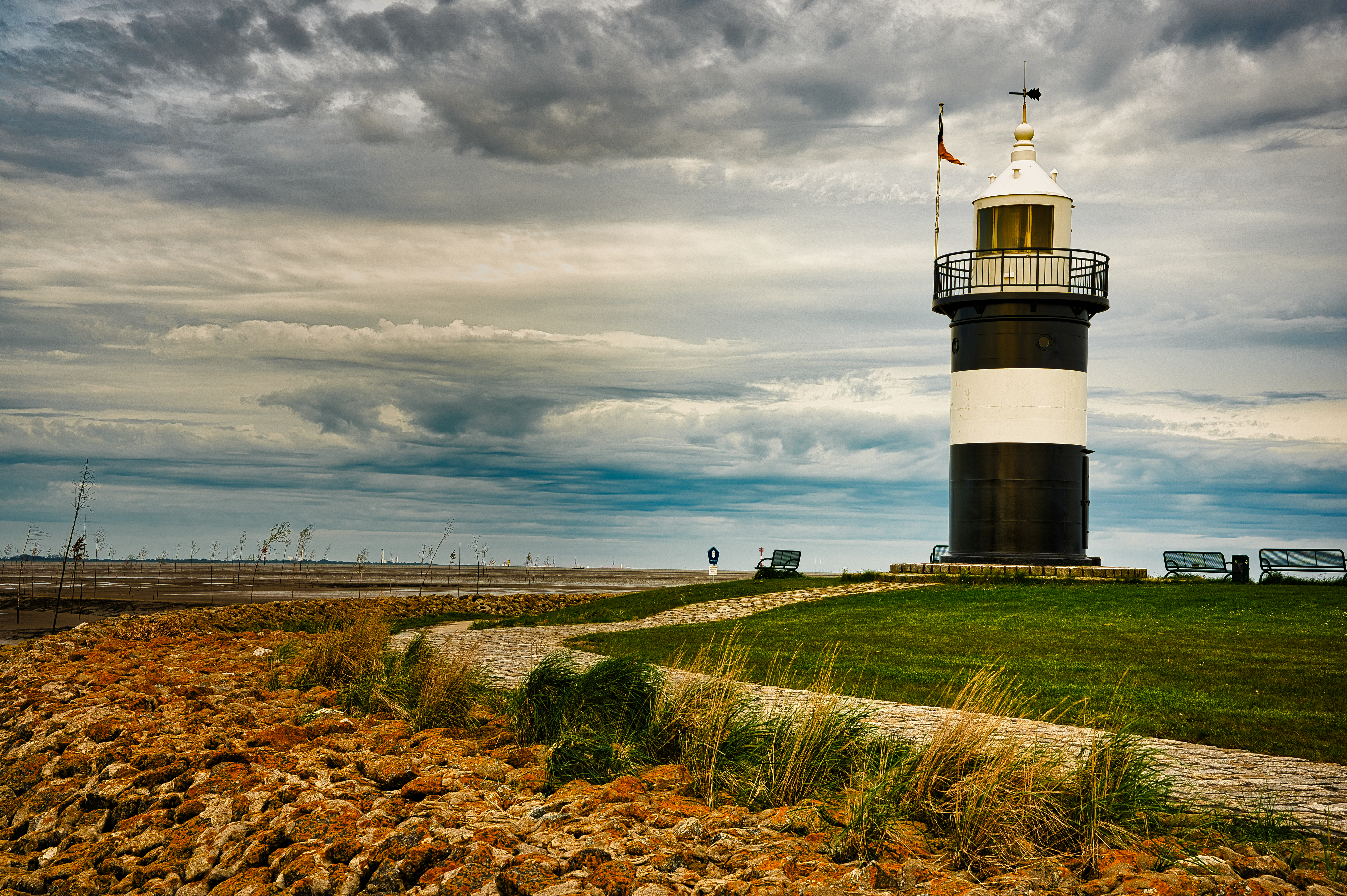
Der Nachbau des "Kleinen Preußen" im Mai 2021

Der Leuchtturm Kleiner Preuße wurde 1906 am Deich des Wremer Granatkutterhafens als Quermarkenfeuer errichtet. Aufgrund seiner geringen Größe und seines schwarz-weißen Anstrichs erhielt er seinen Namen. Im Jahr 1930 wurde er wieder abgebaut, nachdem er wenige Jahre einen rot-weißen Anstrich getragen hatte.
Ein Nachbau des Kleinen Preußen steht seit April 2005 auf dem Kajenschutzdeich am Ende des Wremer Hafens und wird vom Heimatkreis Wremen betreut. Der Nachbau hat sich zu einer Touristenattraktion entwickelt. In der Saison ist der Turm bei gutem Wetter geöffnet und kann bestiegen werden, auch Hochzeiten können dort abgehalten werden.